# Подземная культура
Подземная культура (Третья русская опера, англ. Subway Culture: The Third Russian Opera) — альбом, созданный Сергеем Курёхиным и Борисом Гребенщиковым в 1985 году. Акты 1, 2, 4 — записаны в ночь с 24 на 25 февраля 1985 в Кировском театре Оперы и Балета г. Ленинграда.
Акт 3 — записан 7 июня 1983 г. в Ленинграде.
Издан в 1986 году в Лондоне на фирме "Leo Records" на виниле ограниченным тиражом — 500 экземпляров. В 1997 вышло издание на CD.
Автором обложки выступил Сергей Дебижев.

## Описание
Альбом состоит из следующих четырёх актов:
Акт 1. Совет
Акт 2. Смерть князя Фёдора
Акт 3. Дварцы Кур Мяф
Акт 4. Погребение. Начало подземной культуры

## Упоминания в других произведениях
Название 3 акта: «Дварцы Кур Мяф» фигурирует в песни Бориса Гребенщикова 212-80-5-06:
Есть люди, разгрызающие кобальтовый сплав,
Есть люди, у которых есть дварцы кур-мяф,
Есть люди типа «жив» и люди типа «помер»,

Но нет никого, кто знал бы твой номер…